# Геловінський апокаліпсис
«Геловінський апокаліпсис» (англ. The Halloween Apocalypse), також починається як «Розділ 1» або «Потік» — прем’єрний епізод тринадцятого сезону британського науково-фантастичного телесеріалу «Доктор Хто» та перша частина з шести епізодів, відомих як Доктор Хто: Потік. Вперше він був показаний на BBC One 31 жовтня 2021 року. Автор сценарію, шоуранер і виконавчий продюсер Кріс Чібнолл, режисер — Джеймі Магнус Стоун.
У епізоді грають Джоді Віттакер у ролі Тринадцятого Доктора, Мендіп Ґілл у ролі Ясмін Кхан та Джон Бішоп у ролі нового супутника Дена Льюїса. В епізоді розповідається про повернення сонтаранів і плакучих янголів.
Доктор і Яз переслідують Карваністу, одну з собакоподібних видів Лупарі, з незрозумілих для Яза причин. Вони втікають від його полону і слідують за ним на Землю в ТАРДІС. Дорогою Доктор переживає екстрасенсорне бачення Роя, таємничої істоти, яка рятується від свого тисячолітнього ув’язнення Дивізією Повелителів Часу.
У сучасному Ліверпулі Ден Льюїс заплановує побачення з музейним працівником Діаною, перш ніж відвідати зміну в їдальні та відправитися додому. Карваніста проникає в його будинок і переносить його на свій корабель Лупарі. Доктор і Яз прибувають після викрадення Дена, досліджують його будинок і виявляють те, що схоже на флот вторгнення Лупарі, який наближається до Землі. Вони втікають незадовго до того, як будинок Дена руйнується через пастку, встановлену Карваністою. Потім вони ненадовго зустрічають Клер, жінку, яка стверджує, що зустріла Доктора в майбутньому. Від’їжджаючи, Доктор і Яз збентежені появою другого дверного отвору в кімнаті консолі ТАРДІС. Згодом Клер схоплює Плакучий янгол.
На кораблі Карваністи Яз рятує Дена, а Доктор протистоїть Карваністі через його зв'язок з Дивізією. Карваніста показує, що Лупарі насправді рятують людство від неминучого знищення Землі Потоком, невідомою сутністю, яка порушує всі закони простору і часу і руйнує все на своєму шляху. Доктор, Яз і Ден втікають з корабля і повертаються в ТАРДІС (де з'явився інший дверний отвір), щоб дослідити Потік.
Тим часом Потік змушує Віндера, єдиного члена екіпажу віддаленого форпосту в глибокому космосі, евакуюватися зі своєї позиції. Це також привертає увагу сонтаранів, які насолоджуються перспективою знищення, яке воно створює. Рой атакує базу за полярним колом, вбиваючи одного з двох членів екіпажу, а від іншого відроджуючи його «сестру» Лазур. Пізніше Лазур заманює Діану в занедбаний будинок.
ТАРДІС переносить групу в зону космосу, де вони спостерігають за Потоком на відстані. Доктор переживає інше бачення Роя, який стверджує, що має з нею давні зв’язки. Потім Потік прискорює атаку на Землю, перш ніж флот Лупарі зможе врятувати населення планети. Доктор змушує Карваністу створити захисний щит разом з іншими кораблями Лупарі, захищаючи Землю від Потоку. Однак ТАРДІС не може транспортуватися за щит. Три дверні отвори ТАРДІС відкриваються, коли наближається Потік.

## Виробництво

### Розробка
«Геловінський апокаліпсис» написав шоуранер і виконавчий продюсер Кріс Чібнолл. Історія показувала повернення іншопланетних рас із всесвіту Доктора, сонтаранів і плакучих ангелів.

### Кастинг
Сезон став третім, у якому Джоді Віттакер виступає як Тринадцятий Доктор. Мендіп Ґілл також повертається як Ясмін Кхан. Джон Бішоп приєднався до акторського складу серіалу в ролі Дена Льюїса. Серед запрошених акторів в епізоді є Аннабель Шолі, Роченда Сандалл, Сем Спруелл, Крейдж Елс, Стів Орам, Надя Альбіна та Джонатан Вотсон.

### Зйомки
Джеймі Магнус Стоун, який раніше зняв чотири епізоди попереднього сезону, зняв перший блок, який складався з першого, другого та четвертого епізодів серіалу. Спочатку зйомки мали розпочатися у вересні 2020 року, але врешті-решт стартували в листопаді 2020 року через вплив пандемії COVID-19 на телебачення.

## Трансляція та відгуки

### Трансляція
«Геловінський апокаліпсис» вийшов в ефір 31 жовтня 2021 року . Цей епізод є першою частиною історії з шести частин під назвою Потік. У Сполучених Штатах цей епізод транслювався на BBC America одночасно з його трансляцією на BBC One. «Розширена версія» епізоду вийшла в ефір на BBC America пізніше того ж дня з додатковими двохвилинним вмістом, який було відредаговано з початкової трансляції, щоб вставити телевізійну рекламу.

### Рейтинги
«Геловінський апокаліпсис» за ніч подивилися 4,43 мільйона глядачів і на частку 26,9% , що робить його другою за кількістю переглядів програмою за ніч у Сполученому Королівстві. Епізод отримав 76 балів за індексом вдячності авдиторії. Протягом семи днів загальна кількість глядачів зросла до 5,81 мільйона, і вона стала дев’ятою за кількістю переглядів програмою за тиждень. Оригінальну трансляцію епізоду BBC America дивилися в прямому ефірі 339 000 глядачів, а пізнішу вечірню трансляцію переглянули 277 000.

### Відгуки критиків
На агрегаторі оглядів Rotten Tomatoes 77% з 13 критиків дали епізоду позитивну оцінку та середню оцінку 6,8/10. Консенсус сайту гласить: «Накривання переповненого столу для цього сезону «Доктора Хто», «Геловінський апокаліпсис» — це амбітний початок, який повинен викликати у шанувальників оптимізм».